# Carl Stål
Carl Stål (Slot Karlberg (Stockholm), 21 maart 1833 - Stockholm, 13 juni 1878) was een Zweeds entomoloog. Hij was een zoon van de gelijknamige officier, architect en vestingbouwer Carl Stål (1803-1884).

## Leven
Van 1853 tot 1857 studeerde hij medicijnen en filosofie aan de universiteit van Uppsala. Omwille van zijn slechte gezondheidstoestand legde hij zich nadien toe op de entomologie en promoveerde in 1859 aan de universiteit van Jena.  Hij werd dan assistent van Karl Henrik Boheman aan het Naturhistoriska riksmuseet te Stockholm. In 1867 werd hij er curator en kreeg de titel van professor. In 1869 werd hij verkozen tot lid van de koninklijke Zweedse academie voor wetenschappen. 

## Werk
Hij bestudeerde vooral Hemiptera (halfvleugeligen) en Orthoptera (rechtvleugeligen), en beschreef vele taxa in het Zweedse tijdschrift Nova Acta Regiæ Societatis Scientiarum Upsaliensis en in buitenlandse entomologische tijdschriften zoals het Berliner Entomologische Zeitschrift en de Annales de la Société Entomologique de France. Hij publiceerde onder meer de beschrijving van 25 geslachten en 91 soorten Cercopidae (schuimcicaden). Hij beschreef meer dan 800 genera die nog altijd in gebruik zijn.
Hij onderzocht ook de verzameling van Johann Christian Fabricius in Kiel, waarover hij het werk Hemiptera Fabriciana (1868-69) publiceerde. Hij schreef het vijfdelige Enumeratio Hemipterorum (1870-1876)  en het vierdelige Hemiptera Africana .

## Hommage
Masaaki Tomokuni en Wanzhi Cai noemden het geslacht Stalireduvius uit de roofwantsen naar Carl Stål "for his excellent contribution to the taxonomy of Reduviidae."
- Gemeinsame Normdatei: 1066883181
- International Standard Name Identifier: 0000 0000 7991 1085
- Nederlandse Thesaurus van Auteursnamen: 161069851
- LIBRIS: 336019
- Système universitaire de documentation: 194472973
- Museum of New Zealand Te Papa Tongarewa: 68227
- Virtual International Authority File: 37310348